# Tingvallagymnasiet
Tingvallagymnasiet är en kommunal gymnasieskola i centrala Karlstad. Med sina cirka 1 250 elever och 120 anställda är den Karlstads kommuns näst största gymnasieskola. Där erbjuds Ekonomiprogrammet, Restaurang- och livsmedelsprogrammet, Handels- och administrationsprogrammet och Hotell- och turismprogrammet.
Tingvallagymnasiet har en stark inriktning på språk och har även undervisning i ryska.
Tingvallagymnasiet bildades 1966/1968 från Karlstads högre allmänna läroverk.

## Byggnader
Tingvallagymnasiets verksamhet sker i flera byggnader, utspridda över tre kvarter i centrala Karlstad:
- Gamla läroverket (GL) är skolans äldsta byggnad. Den uppfördes i sin nuvarande form 1869 enligt arkitekterna Peter Georg Sundius och C J Westergaard ritningar, med ingång mot Stora Torget. Gamla läroverket innehåller framförallt undervisningssalar för matematik och naturvetenskap samt en aula som kan rymma en tredjedel av skolans elever.[2] Gamla läroverket är statligt byggnadsminne sedan 25 januari 1935.[3]
- Annexet (AN) är undervisningsbyggnad med långsidan mot Karlstads domkyrka. Annexet byggdes som annex till Gamla läroverket 1913 och hyser skolans språkundervisning och undervisningssalar för samhällsrelaterade ämnen. Det ritades av Stockholmsfirman Hagström & Ekman[4]
- Gamla idrottshallen (GLID) är en liten idrottshall på andra sidan skolgården från Gamla läroverket. Den invigdes 1869 och är Sveriges äldsta skolidrottshall i bruk.
- I Saluhallens bottenvåning finns skolbiblioteket och datorutrustning. Utanför finns en kafeteria, ett kontor för elevrådsstyrelsen och sektionsrum för diverse föreningar. På huvudvåningen finns skolans matsal. Tingvallagymnasiets bildundervisning sker i en hyrd lokal mittemot Saluhallen.
- Alen (AL) är en administrationsbyggnad med skolexpedition och skolsköterska. Här finns även musiksalar. Alen inhyste förr i tiden Karlstads lasarett och senare dess brandkår.
- Eken (EK) är en undervisningsbyggnad som mestadels nyttjas av Handels- och administrationsprogrammet, men här finns också idrottshall. Eken har tidigare varit Karlstads Flickskola, och innan dess lasarettets annex.
- Gjutaren är en nybyggd idrottshall. Den är mycket rymlig och ligger en bit bortanför kanalen i utkanten av Herrhagen. Här finns även ett kafé med skolans dramasal på övervåningen.

### Bilder

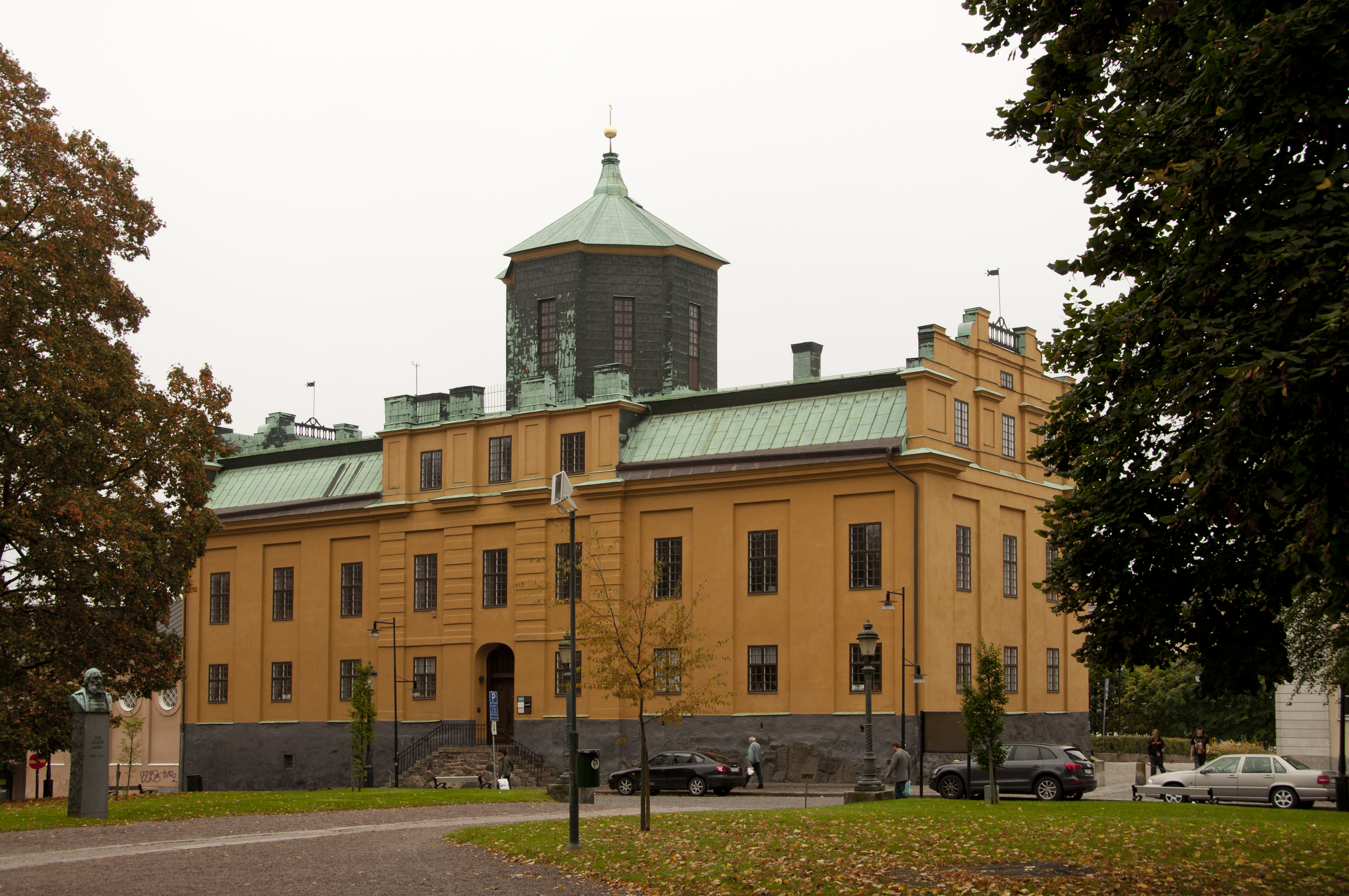
Gamla gymnasiet från 1759
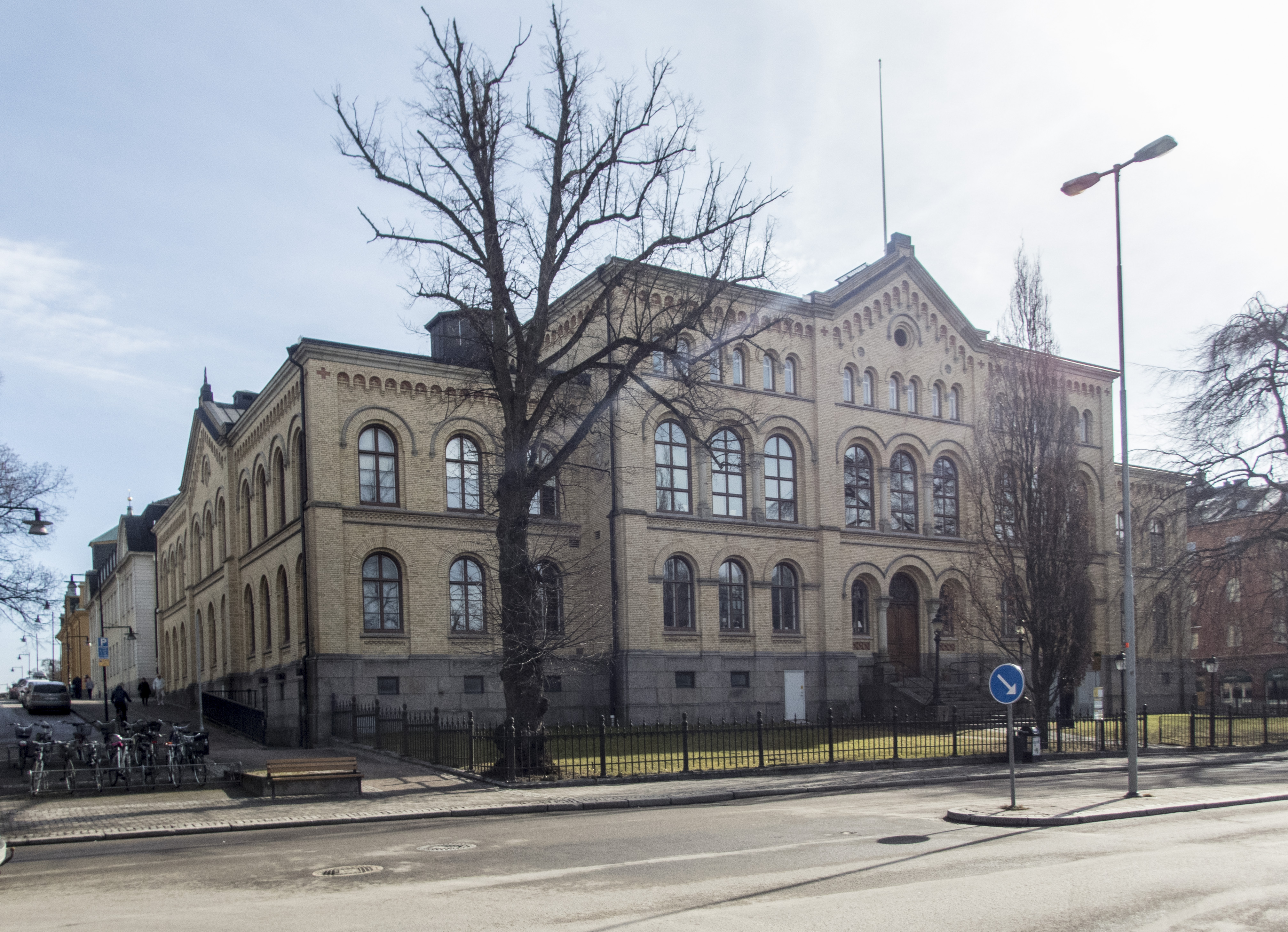
Gamla Läroverket från 1869
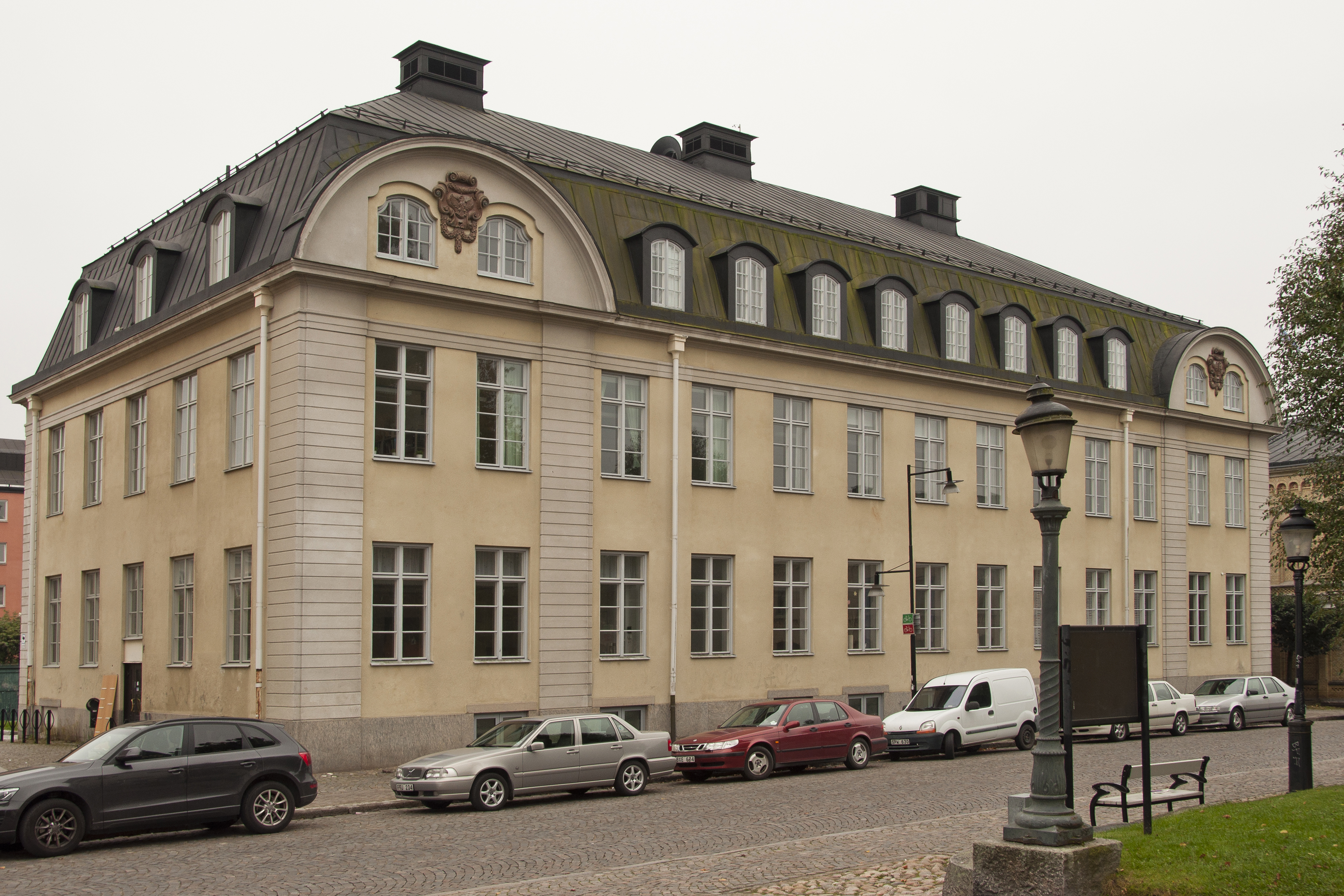
Annexet från 1913
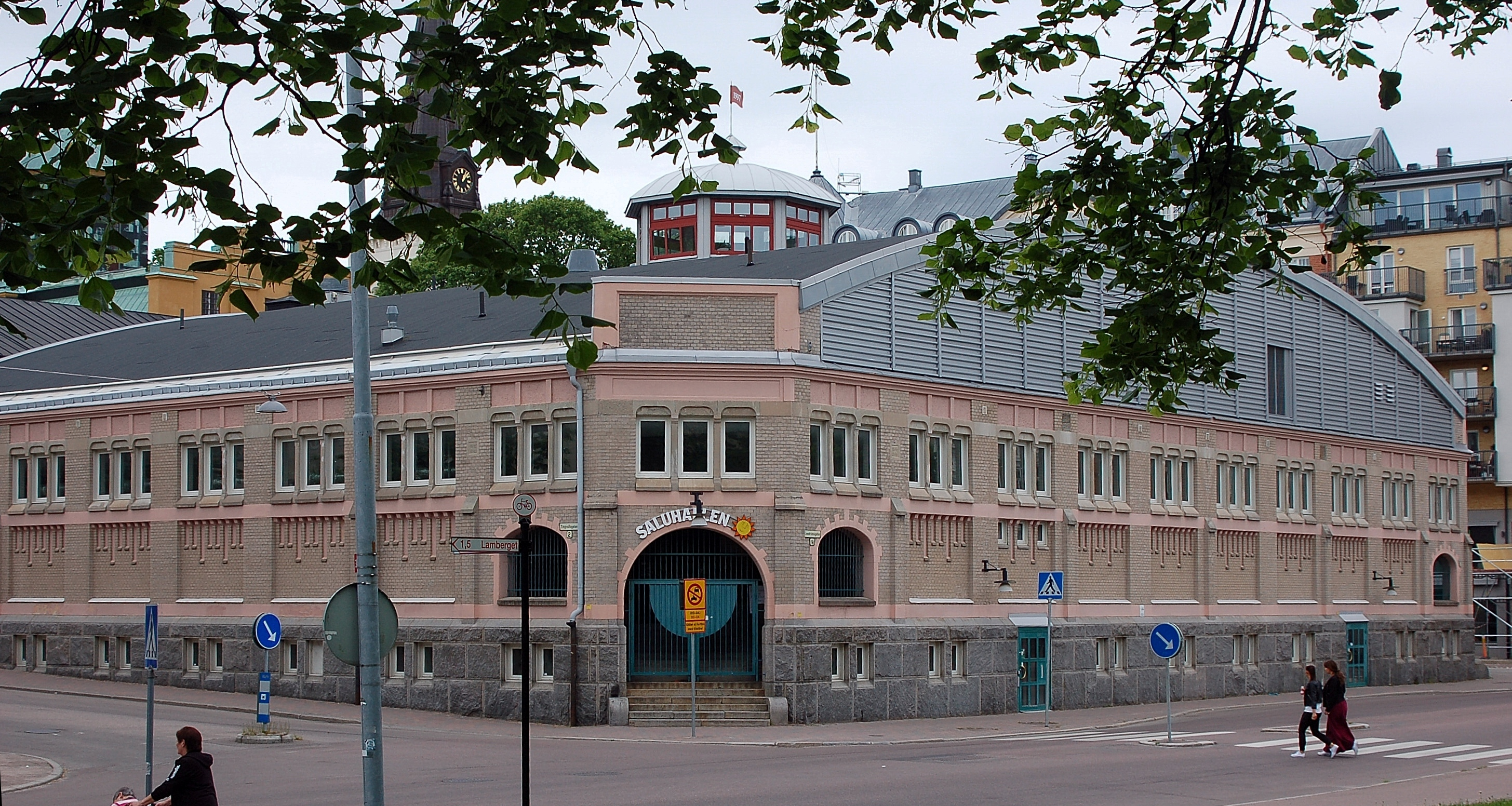
Saluhallen
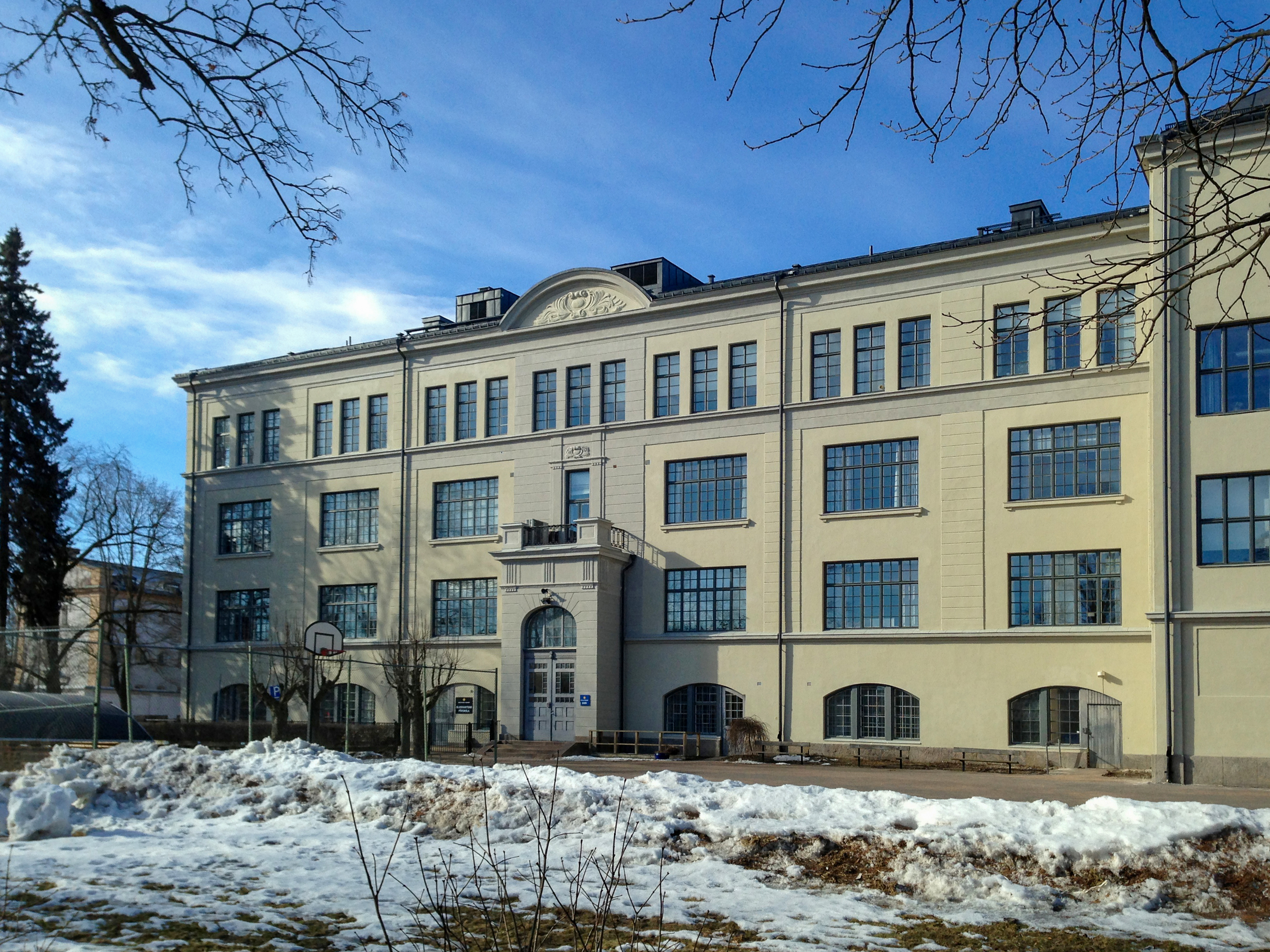
Den gamla flickskolan

## Berömda personer som gått på Tingvallagymnasiet
- Christian Carlsson, politiker.
- Ulf Malmros, regissör.
- Henrik Rongedal, musiker
- Magnus Rongedal, musiker